# Seestadt (metropolitana di Vienna)
Seestadt è una stazione della linea U2 della metropolitana di Vienna situata nel 22º distretto. È il capolinea nord-orientale della linea U2. La stazione è entrata in servizio il 5 ottobre 2013, nel contesto della quarta fase di estensione della metropolitana e come terminale del prolungamento della U2 da Aspernstraße. È la seconda stazione del nuovo quartiere di Seestadt Aspern, oltre all'adiacente stazione Aspern Nord. 

## Descrizione
La stazione si affaccia sul lago artificiale Asperner See ed quando è entrata in servizio non era ancora iniziata la realizzazione del quartiere residenziale. È stata realizzata in sopraelevata, con accesso ai binari da una piattaforma centrale e uscite su entrambi i lati del lago. Alla stazione fanno capo il sistema a quattro binari per l'inversione del senso di marcia e un deposito di rimessaggio e manutenzione in grado di ospitare fino a sei treni lunghi. Il deposito è stato il primo a essere realizzato su una struttura sopraelevata a ponte. L'area urbana dal lato dell'ingresso nord è attualmente in fase di sviluppo.

## Ingressi
- Asperner See
- Seestadt Aspern